# Vítek Pokorný
Vít Pokorný, známý jako Vítek (* 7. srpna 1965 Kolín) je český filmový a televizní producent, scenárista, režisér, ředitel a spolumajitel společnosti Joy department.

## Dílo
- 2023 project manager Extrémní proměny - TV Nova,  spolupráce na scénáři Alien Files Reopened( tv dokumentární seriál, 8 dílů, koprodukce NFE + Big Media)
- 2022 kreativní producent Praha den noc - TV Nova(reality seriál, 36 dílů), supervize  film Nikdy neříkej nikdy(natáčení Kenya)
- 2021 producent TV pořad Svatba na první pohled 2 - TV Nova
- 2021 producent, autor, režisér původního rozhlasového muzikálu Strašidlo cantervillské na motivy příběhu Oscara Wilda
- 2020 producent TV pořad Svatba na první pohled - TV Nova
- 2020 producent CD muzikál Malý princ
- 2019 scénář taneční představení V zemi obrů pro TS Emotion v Divadle komedie
- 2019 scénář taneční představení Milujeme Jazz pro TS Emotion v Divadle Komedie
- 2019 kreativní producent zábavného soutěžního pořadu Co na to Češi - TV Nova
- 2019 producent, spoluautor a režisér původního rozhlasového muzikálu na motivy Antoine de Saint-Exupéry - Malý princ, premiéra ČRo
- 2018 autor, režie rozhlasová podoba knihy Ahoj mami pro ČRo2 (čte Gábina Osvaldová)
- 2018 režie záznamu Koncertu Elán 50 v O2 Aréně pro Slovenskou televizi
- 2018 scénář Stručná historie světa, taneční představení pro TS Emotion v Divadle Komedie
- 2018 kreativní producent Co na to Češi (TV Nova)
- 2017 kreativní producent Mise Nový domov (TV Nova)
- 2017 producent série Soudy Kláry Slámové (TV Nova 2)
- 2017 kreativní producent filmu Všechno nebo nic
- 2016 producent Soudkyně Barbara, Nebezpečné vztahy, Aféry (TVB)
- 2016 režie a produkce videoklip DPH – Selfie
- 2016 režie a produkce videoklip Lucie Vondráčková – Solnej sloup
- 2016 režie a produkce videoklip The Drops – Vzhůru
- 2015 režie série Neuvěřitelný týden (TV Barrandov)
- 2015 role novináře v sérii Kriminálka Plzeň, ČT (režie Jan Hřebejk)
- 2014 režie a producent videoklipu P. Abraham – Líbej mě víc
- 2014 scénář zábavné série Muži proti ženám (TV Prima)
- 2014 producent a režisér spotu Alukov
- 2014–2015 režisér série Nikdo není perfektní (TV Barrandov)
- 2014–2015 režisér série Cibulkova zábavná tajenka (TV Barrandov)
- 2013 scénář Královny popu..s láskou (ČT 1)
- 2013 producent a scenárista Kouzelný Silvestr (ČT1 + STV1)
- 2013–2017 autor game show Česká tajenka – TV Barrandov
- 2013 kreativní producent série Recept na bohatství (TV Barrandov)
- 2012–2016 producent, režisér a autor týdeníku Vtip za stovku (TV Barrandov)
- 2012 režie a produkce klip Michal David + Lucie Vondráčková: Byla to láska
- 2011 scenárista a dramaturg Silvestr na pláži (TV Prima)
- 2011 režie a produkce klip Petr Kolář – Navzdory hříchům svým
- 2011 režie a produkce klip Michal David Čas vítězství
- 2011 kreativní producent Československá superstar 2 (TV Nova)
- 2010 román Na náš pohřeb do smrti nezapomenete
- 2010 kreativní producent show Talentmania (TV Nova)
- 2010 producent a režisér hudební show Superhvězda (TV 1+1, Ukrajina)
- 2009 kreativní producent Československá superstar (TV Nova)
- 2009 producent TV koncertu: Monkey Bussines v Hybernii
- 2009 román Ahoj mami (ilustrace Gabriela Osvaldová)
- 2008 scénář Královny popu na Karlštejně (ČT)
- 2008 kreativní producent X Factor (TV Nova)
- 2007–2008 dramaturg a scenárista série Tenkrát na východě (TV Nova)
- 2007 dramaturg a scenárista Česko hledá superstar 3 (TV Nova)
- 2006–2007 scénář Mejdan roku z Václaváku (TV Nova)
- 2006 libreto a režie baletu Tanec pralesa (Městská knihovna, Stavovské divadlo, 200 repríz, Nové nastudování 2017)
- 2003–2008 scenárista a dramaturg série GoGo šou (TV Nova)
- 2003 autor myšlenky Chodník slávy dětských filmových hvězd MFF Zlín
- 2002–2007 dramaturg série Zlatíčka (TV Nova)
- 2005–2007 scénář a dramaturg Česká miss
- 2002–2007 scénář a dramaturg eventů Mattoni Grand drink (Berlín, Budapest,Varšava, Karlovy Vary..) Banka roku, RWE-Transgas, Koncerty pro Kapku naděje (TV Prima, ČT), Otevření Olympie Brno atd.
- 2001 divadelní hra Dobrodružný život vyšších kruhů…
- 2000 Lucie Bílá úplně nahá – tv portrét (TV Nova)
- 1999–2004 scenárista a dramaturg série Zlatá Mříž (TV Nova)
- 1999–2004 spolupráce na scénáři Silvestr TV Nova
- 1999–2006 studiový komentátor světových soutěží Miss (TV Nova)
- 1999 básnická sbírka Velrybář – laureát soutěže K.H.Máchy
- 1999 scénář Vánoce Daniela Hůlky (TV Nova)
- 1998–2002 moderátor TV Nova (magazín Zálety, Svatba roku, Bydýlko aj.)
- 1998–2004 dramaturg Miss České republiky (TV Nova)
- 1997–2011 vedoucí dramaturg TV Nova
- 1997 autorské CD Pohádka o Kulíškovi, Světlušce a hvězdách
- 1996 zástupce šéfredaktora týdeníku Mosty
- 1996 organizace koncertů a eventů Banská Bystrica
- 1994–1996 moderátor autorského pořadu Akvárium – Frekvence 1
- 1993–2000 moderátor řady kulturních a společenských akcí (MFF Karlovy Vary, Mezináboženský dialog – Pražský hrad aj.)
- 1993 autorské CD Tiahuanaco
- 1993 klip Maratónec na věčnost, Sůl v očích (z CD Tiahuanaco)
- 1993 moderátor (s Romanem Holým) a dramaturg: Silvestr TV 3
- 1992–1996 moderátor hudební show ČT Telerezonance, magazín Kontakt, hudební ceny Grammy aj. (ČT)
- 1992 autorská Písnička o psovi a kočce – vítěz mnoha televizních i rozhlasových hitparád, videoklip režie Ivo Trajkov
- 1991–1994 moderátor ranní show Evropy 2
- 1991 autorská a moderátorská spolupráce s ČRo – Mikrofórum
- 1988–1992 VŠE Praha
- 1987–1991 PZO Centrotex
- 1984–1986 ZVS Bohumín
- 1979–1983 SPŠD Praha

Publikační činnost (povídky, reportáže, interview, cestopisy) – Style, Mladý svět
Textařská spolupráce: Burma Jones, Josef Laufer, Michal Penk, Robert Jíša…
Hudební nástroje: Klarinet, saxofon – swingový orchestr Victoria Big band,
Členství v organizacích – OSA, Dilia, Intergram.